# Dermomurex glicksteini
Dermomurex glicksteini är en snäckart som beskrevs av Edward James Petuch 1987. Dermomurex glicksteini ingår i släktet Dermomurex och familjen purpursnäckor. Inga underarter finns listade i Catalogue of Life.